# Takhir Khan (Khivà)
Takhir Khan fou kan de Khivà nomenat per Nadir Shah. Era cosí d'Abu l-Faiz Muhammad Khan de Bukharà i, per tant, un djànida o astrakhànida, però no s'assenyala la seva ascendència i només es diu que fou fidel a Nadir Shah que el va nomenar kan en recompensa. No hi ha notícies del seu regnat que va durar un any.
Mentre Nadir Shah estava ocupat al Daguestan l'agost de 1741, un grup d'uzbeks i d'aralians van demanar ajut a Nurali, el fill d'Abu l-Khayr Khan dels kazakhs, que va ocupar Khivà, va matar Tagir i altres caps i va ocupar el kanat. El líder dels rebels, Ertuk Inak, va proclamar kan a Nurali. Uns mesos després (1742) al saber que Nadir Shah marxava a Khivà amb un exèrcit, va abandonar el kanat. Ertuk Inak va exercir llavors el poder únic però no es va arribar a proclamar Khan.